# العراقيب (بئر السبع)
العراقيب قرية فلسطينية تقع شمال مدينة بئر السبع في صحراء النقب جنوب فلسطين، وتبلغ مساحتها 1050 دونما، وتعد واحدة من 45 قرية عربية في النقب مسلوبة الاعتراف.، يعيش في القرية قرابة 700 شخص، يعتمد السكان على تربية الأغنام والمواشي وهي مصدر رزقهم الوحيد. يعيش المواطنون ببيوت من الصفيح، وأخرى عبارة عن خيام.
أُقيمت قرية العراقيب في فترة الحكم العثماني، على أراضٍ اشتراها سكان القرية في ذلك الوقت. في عام 1951، أصدر الحاكم العسكري أمرًا لسكان العراقيب بإخلاء القرية مؤقتًا لمدة ستة أشهر، بحجة أن الدولة بحاجة إلى المساحات لإجراء تدريبات عسكرية. خلال هذه الفترة، أقام السكان بالقرب من القرية وفي مناطق أخرى في النقب. عند انقضاء الأشهر الستة، طلبت السلطات من السكان تأجيل عودتهم لبضعة أشهر إضافية، إلى أن أُبلغوا لاحقًا بأنه يُمنع عليهم العودة إلى قريتهم. وفي سبعينيات القرن الماضي، قدّم السكان دعوى ملكية على أراضيهم إلى موظف التسوية.

## التسمية
العراقيب جمع عرقوب، وأحد معانيه هو التل الممتد بين الأودية. ويبدو أن هذا هو سبب تسمية المنطقة الواقعة في شماليّ النقب الغربي بهذا الاسم، فهو مناسب لتضاريس المنطقة وتعرجات الأرض التي تكثر فيها الأودية والتلال اللطيفة.

## الاقتصاد
نتيجة لطبيعة الأرض الصحراوية التي تفتقر إلى جميع الخدمات المختلفة، يعتمد اقتصاد العراقيب على رعي الماشية والزراعة، خاصة أشجار الزيتون التي اقتلعت الجرافات الإسرائيلية الآلاف منها في عمليات الهدم المتكررة.

## البنية التحتية والخدمات
في قرية العراقيب لا تتوفر خدمات طبية او تربوية على الاطلاق، وللحصول على خدمات يضطر سكان القرية بالسفر الى مدينة رهط، التي تبعد حوالي 6 كيلومتر عن القرية اي حوالي نصف ساعة سفر واحيانا تصل المسافة الى ساعة بسبب اكتظاظ حركة السير على مفرق لهافيم.
القرية غير متصلة مع شبكة الكهرباء القطرية، يستخدم السكان المولدات والألواح الشمسية لتوليد الكهرباء. ولأن القرية غير متصلة مع نقطه مياه يضطر سكانها لنقل المياه بالصهاريج بثمن باهظ، على الرغم من تضرر جودة المياه، من على بعد 18 كيلومتر.

## عائلات تسكن في العراقيب
سكنت في العراقيب عدة عائلات ومنها عشائر عائلة الطوري وعشائر أبو مديغم وأبو زايد وأبو جابر وأبو فريح، عشيرة العقبي، حمولة أبو صيام، حمولة ابن برّي. وعائلة أبو الحسن سكنت شرقي أرض أبو صيام. وعشيرة العلامات التي هجرت إلى الأردن ولم يسمح لها بالعودة. وقسم من عشيرة القريناوي.

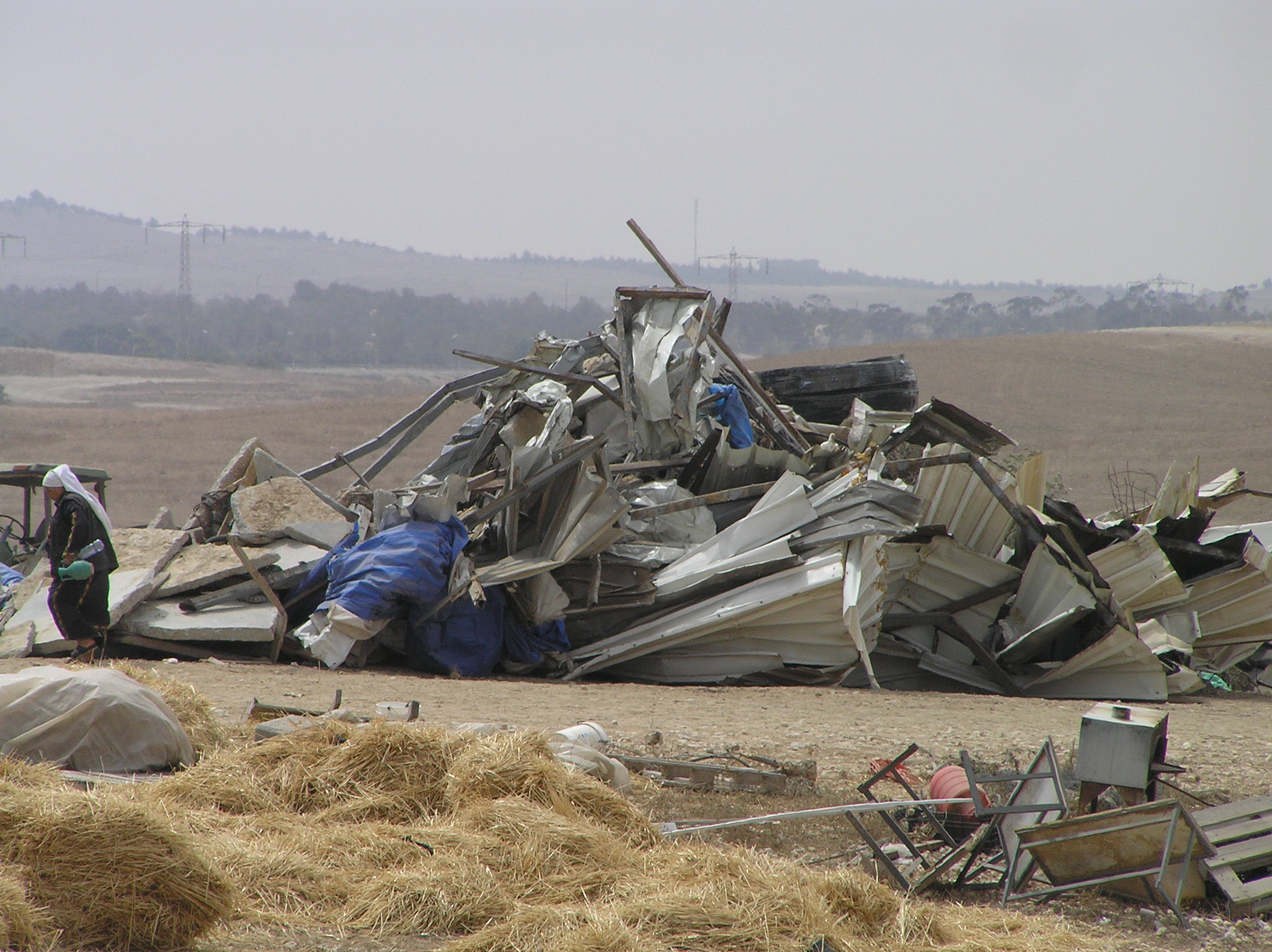
بيت مهدم في العراقيب سنة 2010.

## عمليات الهدم
في 27 تموز/يوليو 2010، هُدمت قرية العراقيب بالكامل من قبل السلطات الإسرائيلية، ومنذ ذلك الحين تعرضت للهدم عشرات المرات. ترافق ذلك مع مسارات قانونية متعددة، أبرزها دعوى ملكية الأراضي، ودعوى قدمتها الدولة ضد السكان تطالبهم بدفع تكاليف عمليات الهدم، بالإضافة إلى ملاحقات قضائية ضد عدد من سكان القرية على خلفية نضالهم.
في 12 حزيران/يونيو 2014، هُدمت كافة المباني الواقعة في محيط المقبرة، وهي المنطقة التي كان يقيم فيها السكان في تلك الفترة.
رغم ذلك، يواصل سكان العراقيب نضالهم من أجل الاعتراف بقريتهم، والذي يتضمن مسارًا قانونيًا بالإضافة إلى نضال مدني يتمثل في تنظيم وقفات احتجاجية أسبوعية على مفرق لهافيم المقابل للقرية. ويطالب السكان باعتراف الدولة بقريتهم والسماح لهم بالعيش على أراضيهم في إطار بلدة زراعية.
وقد جاءت "خطة برافر" التي أقرها الكنيست الإسرائيلي في أيلول/سبتمبر 2011، لتشكّل غطاءً قانونيًا لسياسة تهجير قسري لسكان العراقيب ونحو 30 ألفًا من الفلسطينيين البدو في النقب، بحجة تنظيم الأراضي.
منذ أول هدم في عام 2010، واصل السكان إعادة بناء قريتهم، ليُعاد هدمها في كل مرة. ففي 16 كانون الثاني/يناير 2011، هُدمت خيامهم ودُمرت 35 منزلًا أعاد الأهالي بناؤها. ووفقًا لإحصائية عام 2015، كانت القرية قد هُدمت 90 مرة، وفي 18 نيسان/أبريل 2017 هُدمت للمرة 112، ثم في 14 أيار/مايو 2019 للمرة 144، وفي 28 تشرين الأول/أكتوبر 2021 للمرة 194.
أما في 1 تموز/يوليو 2024، فقد قامت الجرافات والآليات التابعة للسلطات الإسرائيلية، تحت حماية الشرطة، بهدم مساكن قرية العراقيب للمرة الـ227 . وفي 27 كانون الثاني/يناير عام 2025 هدمت القرية للمرة 235.وايضا هدمت الجرافات الاسرئيلية في 28 يوليو/تموز 2025 مساكن وخيام أهالي قرية العراقيب مسلوبة الاعتراف والمهددة بالاقتلاع والتهجير في النقب، للمرة الـ243 على التوالي.